# 軍火女王
《軍火女王》（日语：ヨルムンガンド，Jörmungand），是日本漫畫家高橋慶太郎在雜誌《月刊Sunday GX》上連載的漫畫作品。2006年11月17日出版單行本，也是作者首部單行本漫畫。
本作以軍火商人的獨特視角描述了一名少年傭兵在一名年輕女性所領導的軍火販賣集團中的日常生活、和他的所見所聞。另外，展現了許多真實存在的武器資料，有時會加入現實世界的國際關係，是它的特色之一。
在《月刊Sunday GX》2012年1月號上公佈本作電視動畫化。2012年4月10日開始播放。同年10月第2季播放決定。

## 故事簡介
因為童年的陰影、對武器、軍火憎恨無比的少年約拿，卻因為機緣巧合加入了年輕的女軍火商人蔻蔻·海克梅迪亞所率領的軍火販賣集團。這個把自己比喻成北歐神話中的巨蛇的大姐性格和處世方法都很特別，隨著組織周轉世界各國進行各種危險的交易，習慣了在戰場上生存的約拿，生活也發生了潛移默化的改變……

## 主要人物
配音員按照電視動畫／廣播劇CD的順序排列。兩者相同則省略。

### 武器商人蔻蔻·海克梅迪亞及其部隊
蔻蔻·海克梅迪亞（Koko Hekmatyar，聲：伊藤靜／井上麻里奈）
軍火集團Hecmatial的核心人物之一，是個20多歲的白人銀髮女子。為人性格奔放大膽，也非常有計謀，經常做出驚人決策使整個隊伍脫險。其父是世界著名的海運巨人之一，因此擁有自己的渠道在世界各國運輸、販售武器。她也因此同時擔當大型軍火組織HCLI在非洲和歐洲的運輸負責人。蔻蔻自稱“販賣軍火是為了世界和平”。
酒品很差，喝醉之後會使出『無差別格鬥技』（接下來會脫掉衣服）。
策畫世界蛇計畫，以控制全球物流的方式強行使世界和平。負責在對所有人（包括其部隊及HCLI總社）保密的情況下提供資金、設備與人脈供使天田南博士研發量子電腦。
約拿（Jonah，聲：田村睦心／園崎未惠）
本名強納森·邁爾（Jonathan Marr），前山岳部隊少年兵，銀髮，沉默寡言。父母在戰爭中被敵人的新型戰鬥機炸死，從小就過著在戰場上殺人與求生的黑暗生活，因此對武器、軍火十分厭惡，然而他卻對殺戮和戰鬥以外的生活無法適應。由於照顧他跟孤兒們的部隊司令被副司令和卡士柏的部下擊殺，因此憤而將整個基地毀滅，後來被卡士柏的部隊俘虜，以照顧其他孤兒為條件成為蔻蔻的保鏢。
常用的武器有FN FNC突擊步槍和FN Hi Power Mk3手槍。
對蔻蔻做事的風格感興趣。臀部有顆過去作戰時留下的子彈，過海關時常被攔下來，但因為怕打針遲遲沒有開刀，在世界蛇計畫啟動前，需要頻繁進出機場才取出。
在得知蔻蔻的計畫時將造成的犧牲人數時，一度企圖刺殺蔻蔻並脫離隊伍，脫離後加入卡士柏的部隊，兩年後才回歸，最後認同蔻蔻啟用世界蛇的計畫。
雷姆（Lehm，聲：石塚運昇）
全名雷姆·布列克（Lehm Brick），老練的白人傭兵，PMC公司社長，曾是佛洛伊德·海克梅迪亞的貼身護衛，前三角洲特種部隊，參加過波斯灣戰爭與索馬利亞內戰，少校官階退伍。
戰鬥和指揮經驗豐富，是小隊中的第二領袖。喜歡使用柯特M733卡賓槍、雷明登700PSS狙擊步槍和HK Mk23 SOCOM手槍來作戰。
根據毛的說法，曾跟千吉妲結婚又離婚。
法爾梅（Valmet，聲：大原沙耶香／藤村步）
右眼包扎有繃帶的巨乳女性成員，本名蘇菲雅·威瑪（Sofia Velmer），是隊伍中的主要戰鬥力，也是追隨蔻蔻最久的人。
前機械化獵兵中隊少校，並擔任聯合國維和部隊指揮官派遣至非洲，軍人世家，祖父是經歷過冬季戰爭、繼續戰爭的中獲勝的中將，父親是現役中將兼參謀總長，下一任芬蘭軍總司令熱門人選，其兄為中校任Utti獵兵聯隊大隊長。
最初退伍理由是因自身指揮的維和部隊在非洲遭全盛時期的陳國明以一人之力屠殺殆盡，自己也被刺瞎了右眼，為了尋找仇人才隨蔻蔻環遊世界。曾為了復仇一度脫隊，最後成功報仇並歸隊。
擅長使用各種槍械，常用武器有FN Minimi輕機槍，但是比起槍械，更喜歡肉搏戰，擅長使用軍用匕首來給敵人造成創傷。對蔻蔻非常愛慕和信賴，隨時愿意為她付出生命。
有時會指導約拿近身格鬥。
威利（Wiley，聲：乃村健次）
本名威廉·尼爾森（William Nelson），綽號「郊狼」威利，短髮非裔美國人，前美軍第18空降軍團第20工兵旅少尉，維吉尼亞大學建築系畢業，專門負責炸彈相關工作。
在波斯灣戰爭中認識雷姆一同進行爆破化學兵工廠任務，在進行爆破作業時的集中力驚人，即使被子彈擦過太陽穴也無動於衷，現在的髮型是由於被子彈擦傷的地方長不出頭髮，索性將另一邊也剃了。負責約拿的語言課。由於其炸彈才能而成為除蔻蔻以外唯一被FBI列入黑名單的隊員。
魯茲（Lutz，聲：羽多野涉）
左眼上有條傷痕，前德國聯邦警察反恐部隊第九國境守備隊（GSG-9）成員，主要擔任狙擊手。不擅長山岳戰，最常受傷的地方是屁股。
沒有太多黑暗的過去，是隊伍中少數出身較正常的人，因此能對敵人俐落的下殺手，卻無法對女性或小孩開槍。常用槍械為布拉塞爾R93戰術型狙擊步槍。
烏戈（Ugo，聲：勝沼紀義）
身材高大，前黑手黨駕駛，後來黑手黨在與蔻蔻的交易中企圖用毒品交易導致談判破裂，蔻蔻下令消滅在場除了烏戈以外的人並邀請加入（當烏戈問了蔻蔻為何只留下他一個人不殺的理由時，蔻蔻的回答是：「當黑手黨把毒品當作交易軍火的『錢』時，在場只有你一個人一臉厭惡的把頭撇過去。」），弟弟因為毒品而死，進而討厭毒品。
整個隊伍裡唯一非軍警單位出身的成員，但是戰鬥力並不輸任何人，擁有非常優秀的臂力與強大的腕力，對於應付汽車追逐戰也有豐富的經驗與膽識，對於MH-6直昇機等非汽車的交通工具也能熟練駕駛。
毛（Mao，聲：四宮豪／高橋英則）
前炮兵部隊，但身處國家和平，因此只接受過訓練沒有更進一步的實際戰爭經驗，但戰鬥力不輸給其他人，因訓練時發生人員傷亡而被究責、提前退伍。
非常優秀的砲手，能從飛行中的飛機上用D-30 122mm榴彈砲命中目標。已婚，有兩個小孩，曾提到過對小孩隱瞞現在擔任軍火商人的護衛工作，以「為軍隊工作而到處出差」為藉口。負責約拿的理化課。
R（聲：小西克幸）
本名雷納德·索奇（Leonard Socci），前義大利貝爾薩格裡（Bersaglieri）少尉情報官。派駐波士尼亞時負責向當地居民收集情報，並按指示協助「學者」整合情報逮捕戰犯（當時為士官長）。後被學者招募進CIA並向他學習且進行臥底，被學者視為右手，且派遣其進入蔻蔻的傭兵隊伍。在與海克斯的槍戰中陣亡，死前向蔻蔻坦承自己的臥底身分。
被蔻蔻葬於義大利西岸的某處海邊。
東條秋彥（Tojo Akihiko，聲：箭内仁／興津和幸）
前日本防衛省情報本部統幕2部特別研究班（簡稱SR班）成員，曾待過自衛隊北部方面隊電子部隊與中央系統管理隊，被SR班成員譏為宅男。
在古巴的任務中看不慣組織行動內容而辭職，20分鐘後就被卡士柏招募進入HCLI。
後在HCLI及SR班的戰鬥中右肩受輕傷，並成為所有SR班成員中唯一仍然存活的人。負責約拿的數學課。
艾克（Eckert，聲：濱田賢二）
前三角洲部隊少尉，波斯灣戰爭期間與雷姆和威利參加過化學工廠的爆破行動。
曾為蔻蔻·海克梅迪亞部隊的一員，在某次與海克斯與CIA部隊的槍戰中為掩護蔻蔻逃走，一個人阻擋整支CIA部隊而陣亡，負傷送蔻蔻等人離開前與她約定要『常保笑容』。
後由R接替其位置，其形象在在第7卷與第9卷威利的回憶中短暫出現。

### 武器商CCAT公司
卡利（Curry，聲：寶龜克壽）
CCAT公司社長，中立軍火販子，前英國空軍飛行員，退伍後買下中古運輸機開始軍火買賣，軍方人士即使知情還是會提供起降跑道。
透過其長年經營軍火業的驚人直覺隱約發覺蔻蔻的世界蛇計畫，同時感到舊時代已去，決定在還沒有被蔻蔻的計畫捲入前退出軍火業。
美食家，退出軍火業後打算開餐廳。
密爾特（Mildo，聲：恆松步）
護衛，個性幼稚、時常闖禍，崇拜法爾梅，五百公尺外便能察覺敵人氣息。加入卡利社長的餐廳計畫。
陸（Ru，聲：坂卷學）
護衛，平時沉默寡言，左臉頰上有兩道傷疤。加入卡利社長的餐廳計畫。

### 美國

#### CIA（中央情報局）
稻草人（Scarecrow，聲：奈良徹）
CIA工作責任官，對錢有異常的敏銳度，希望將軍火販子手中的錢納入美國國庫，但卻常常踢到鐵板。
香格拉蒂（Schokolade，聲：小清水亞美）
稻草人的搭檔，情報探子，CIA約聘人員，曾經幫蔻蔻運送軍火合約，並交易一些情報。
天然呆，但是在面對工作時卻有極其優秀的專注力。
在稻草人指示下跟蹤蔻蔻一行人周遊世界。
喬治·布萊克（George Black，聲：磯部勉）
CIA國家機密行動處歐洲事務科科長，武器商人籠絡計劃「安德謝夫特行動（Operation Undershaft）」負責人，也是將R招募進CIA的人。
漫畫中是因大学時代專攻阿拉伯古典文學，而「布萊克」與阿拉伯語的「學者」發音類似，因此才被同僚稱為「學者」（Bookman），中東人則取諧意稱他為「文學家」（Adib）；動畫中他認為這是出於同僚見他會阿拉伯語的緣故，他隨後自述曾專攻古典阿拉伯語並想當阿拉伯史專家；R稱他作「鋸子」（Saw），在R殉職後禁止其他人對他使用這稱謂。
意大利人稱其為「操偶師」(Burattinaio)，因為他擅長以專案方式委託代理人蒐集情報，並巧妙地掌握代理人的心理以供他驅使。
已婚，與妻子育有一男一女，是一個大胃王。
於美國安納波利斯海軍學院（（United States Naval Academy，縮寫USNA））畢業，曾任海軍陸戰隊，但背部重傷，從此放棄成為士兵的想法，轉任情報人員。
海克絲（Hex，聲：久川綾）
女性，本名不詳，綽號「海克絲」是德語的魔女之意。
激進愛國主義者，美國陸軍军官學校畢業少尉，特種部隊成員，具绿扁帽資格。
女性特種部隊計畫『WW小隊』少數合格者之一，但該部隊後因合格率過低與政治、性別歧視等因素而被撤銷。
部隊被解散後便憤而退伍，之後就被CIA順勢吸納。
未婚夫死於911事件後，原本在東歐以CIA準軍事作戰人員身分活動的海克絲便飛往阿富汗展現才華，但因使用激進、遊走國際法的邊緣的手法獵殺恐怖份子而被驅逐。
被驅逐後又受學者邀請加入安德謝夫特行動擔任左手，負責對軍火販子執行武力打擊。手下的部隊都是由與她一樣因為用激進手法獵殺恐怖分子而遭到組織驅逐的前情報員、職業軍人組成。
在私自帶領部隊襲擊蔻蔻的槍戰中擊殺R後與兩名倖存的部下躲到伊拉克北部山區，但被蔻蔻派遣的B-52轟炸機猛烈轟炸報復，在被炸死前開槍自殺。
蛇尾
愛國主義者，畢業於卡洛斯學校,具绿扁帽資格(使用戰術1.追殺2.駭客入侵3.轟炸戰術\暗殺戰術)。
男女混合特種部隊計畫『艾法部隊』少數合格者之一，但該沒打算XX等因素而沒撤銷。
部隊被解散後便憤而退伍，之後就被CIA順勢吸納。
我的軍事名言:根本不須要軍隊(工作者)一分鐘搞定\你們這些不珍惜生命的我要制裁你
以CIA軍事工作實習班身分活動的便飛往世界各地展現才華，但因使用判斷、遊走國際法的邊緣的手法獵殺恐怖份子/弊案而被減薪。

### 香港大星海公司
陳國明（Chan，聲：土師孝也）
香港大星海公司專務董事，中國籍軍火商，解放軍退役少將，後被法爾梅所殺。
退役前是解放軍秘密部隊指揮官，最初是在巴勒斯坦嶄露頭角，後奉命指揮非洲部隊，遊走非洲各國。
在非洲期間以一人之力屠殺了法爾梅指揮的聯合國維和部隊，並刺瞎了她的右眼。後因誤觸地雷而導致下半身部份癱瘓，喪失戰鬥力才不得已退出前線轉做幕後指揮者，整個人也突然蒼老了10多歲，最後在與法爾梅的戰鬥中落敗被殺。
羅可蓮（Karen Low，聲：加藤沙織）
陳的保鏢，解放軍中尉，搜尋天田南博士行動失敗後被撤職，在陳被殺之後立刻找上法爾梅及約拿報仇，最後被約拿射傷，與法爾梅一起被送進醫院，半夜清醒後便悄悄離開了。
因為無顏回國報告而流落在南非街頭，被天田南博士發現後予以收留，擔任其秘書兼護衛。
李少尉（Lee，聲：保村真）
接替因任務失敗而被解除職務的羅可蓮，擔任陳的保鏢。最初登場時是少尉，接任保鏢職務後升為中尉。羅可蓮被撤職後，便指揮自己的部隊繼續守護陳國明。
在大星海公司的煉油廠被法爾梅襲撃時前往場外的一處沙丘打算以SVU狙擊步槍狙殺法爾梅，被約拿以手槍偷襲，導致狙擊槍的子彈只擦過手臂而未擊中法爾梅的要害，最後被約拿殺死並奪走狙擊槍。

### HCLI公司
卡仕柏·海克梅迪亞（Kasper Hekmatyar，聲：松風雅也）
蔻蔻的哥哥，負責HCLI亞州事務。手下有一支四人小隊。
千吉妲（Chequita，聲：冬馬由美）
卡仕柏的保鑣，也曾是佛洛伊德·海克梅迪亞的貼身護衛，雷姆的前妻。

### 殺手集團

#### 管弦樂團
師父（聲：小山剛志）
男性。國籍、人種、經歴、犯罪經歴、年齡、本名皆不明。
十分喜歡在槍戰時槍支所發出的聲音，並認為這是音樂，但討厭裝上消音器的槍支所發出的聲音。
使用武器為AKS-47突擊步槍、內蓋夫輕機槍和貝瑞塔8000手槍，最後被魯茲以Blaser R93 LRS2發射的.338子彈射殺。
千夏（聲：神田朱未）
打扮像日本女子高中生的少女，警戒心極高，經常跟隨「師父」到處進行殺人任務。
因為某次行動中渡河弄濕而脫下內褲，結果造成命中率提升，得到師父的稱讚，因此後來在行動中都不穿內褲。
於「師父」被殺後精神崩潰，揚言要殺光蔻蔻·海克梅迪亞部隊的所有人，最後蔻蔻識破她的行動方式，被雷姆以雷明登700射殺。

#### 多明尼克三人組
多明尼克（Dominique，聲：藤原啓治）
膚色微黑，總是在碎碎唸抱怨的高瘦中年男子。殺手三人組的首領，被另外兩人稱為「BOSS多明尼克」。
莉莉安娜（Liliane，聲：阿澄佳奈）
看似天真，實則病態的少女，喜歡使用霰彈槍將人近距離轟殺。
格列高瓦爾（Grégoire，聲：小柳良寛）
總是帶著頭套的魁梧男子，不擅長思考，總是一股腦的猛衝，但是對多明尼克言聽計從。
喜歡使用一把大型鋼絲剪殺人之後把人剪成碎塊。

#### 統合機關
十二神將
十一鬼X21
十月鬼

### SR班
日野木陽介（聲：中村秀利）
前日本防衛省情報本部舊統幕2部特別研究班（SR班）班長，官階為一佐。
由於無法阻止組織變質，便故意派遣部隊進行死亡任務後逃亡巴哈馬，目前為NSA提供諮詢服務。與泰籍妻子育有一名女兒。
黑坂（聲：小松由佳）
黑色長髪的女性工作人員。
在執行「計劃KK（針對蔻蔻·海克梅迪亞的行動）」時，隻身前往旅館與卡士柏進行交渉，其後打算以腰帶劍狀的日本刀刺殺卡士柏，但未成功，最後被千吉妲當場射殺。為SR班第一位戰死者。
鏑木（聲：祐仙勇）
男性工作員。
以MAC-11衝鋒槍突襲約拿失敗，後被東條與約拿反擊射殺。

### 童話公司
Dr.邁阿密（Dr. Miami，聲：豐口惠）
本名天田南（あまだ みなみ），日籍博士科學家，機器人技術的權威，天才型的人物。
原本堅持製造的玩具不能用於軍事，但是在玩具機器人的技術被強行用來製造導彈後便放棄抵抗，認為『相比瀕絕種的蝴蝶，人類可是有著66億之多』。
蝴蝶狂熱份子，極度喜歡收集蝴蝶標本。每年都會固定與蔻蔻會面數次，但常常會為了一時興起爽約。童話公司第二製造廠負責人。
年輕時即與蔻蔻開始策畫世界蛇計畫，以控制全球物流的方式強行達到世界和平，負責理論及量子電腦的研發計畫。
艾琳娜·巴布林（Elena Baburin，聲：上田麗奈）
物理學博士，量子光學權威，原本被高加索某國軍事研究機構軟禁，但蔻蔻派遣小隊將她誘拐後交給邁阿密博士共同研發量子電腦。
萊拉·伊布拉辛·法伊札（Ibrahim Faiza，聲：金田晶）
人稱多嘴的幸運兔腳，埃及人，28歲，量子物理學博士，劍橋大學研究所中專攻應用數學、理論物理，畢業論文是：情報所帶來的社會變革。成立「世界網路情報革命」，駭入中東網路將眾多機密公開，從不留下入侵痕跡。
被學者送進最高機密的No看守所，後被蔻蔻派遣小隊將她救走，交給邁阿密博士共同研發量子電腦。

### 其他
安瑪利亞·托洛布斯基（聲：高島雅羅）
原本是女明星，在富商丈夫死後接手人脈做起軍火生意，法國達梭公司顧問，與法國DGSE交情良好。
C・K・克洛西金（聲：落合弘治）
自由武器商人，主要在歐洲活動，曾是諜報人員。
波魯克少校（聲：小杉十郎太）
企圖獲得輸油管控制權的軍閥，多次與俄羅斯部隊發生武裝衝突，為了控制通訊而破壞一切通訊系統，並派遣部隊獵殺所有未經許可穿越山脈的平民與記者。
向寇寇收購8具地對空導彈，原本想以威脅手段要求購買野戰雷達，在蔻蔻一行人成功逃走兩天後決定投降。(其中包括阿爾法)

## 世界蛇計畫
利用Hek-GG（Helmatyar Global GRID = HCLI公司提倡的次世代兵站套裝解決方案）的126枚衛星，以及天田博士等人研發中的量子電腦，實現「強制的世界和平」的計劃。
具體內容是首先封鎖全世界天空，無論該航空是作為軍事或交通用途，一律禁止在天空飛行（實際犠牲的人數是68萬3822人，即大約70萬人）。然後根據天空、海洋、陸地的順序，逐一限制全人類的行動，以及完全控制地球上的所有物流活動，從而達到把人類和軍事分離的目的。
兩年後，世界被描述為「第三次世界大戰前夕」，將世界蛇成功微縮後的第二台量子電腦安裝至人造衛星後被射上衛星軌道、世界蛇系統完成。其後，約拿歸隊、世界蛇發動，故事亦完結。

## 奧丁行動
蛇尾的秘密日記
具體內容是首先入侵衛星全世界天空，無論該航空是作為軍事或交通用途，一律禁止在天空飛行（實際犠牲的人數是68萬3822人，即大約70萬人）
已經20年的歲月人們所說,世界被描述為「第三次世界大戰前夕的世界」到底是不是真? ,當白鯨成功微縮後的第三台量子衛星電腦安裝至人造衛星後被射上衛星軌道、人工衛星智能實驗系統完成,以及完全控制地球上的所有物流\能源活動，從而達到把人類和軍事分離的目的。

## 登場武裝

### 槍械

#### 手槍
FN Browning Hi-Power Mk 3
單動型半自動手槍，口徑9公厘帕拉貝倫。蔻蔻送了一把給約拿使用。
HK Mk 23 Mod 0 SOCOM
德製半自動手槍，全長421mm，重1.21公斤，口徑.45 ACP。雷姆所使用的手槍。
格洛克17
奧地利製半自動手槍，全長220mm，重625克，口徑9公厘帕拉貝倫。法爾梅所使用的手槍。
貝瑞塔8000
義大利製半自動手槍，全長180mm，重925克，口徑9公厘帕拉貝倫。管弦樂團的「師父」所使用的手槍。
貝瑞塔Px4 Storm
義大利製半自動手槍，口徑9公厘帕拉貝倫。約拿使用過的手槍之一。
貝瑞塔84
義大利製半自動手槍，全長220mm，重625克，口徑.380ACP。管弦樂團的千夏所使用的手槍。
貝瑞塔92FS
義大利製半自動手槍，全長217mm，重1,162克，口徑9公厘帕拉貝倫。管弦樂團的千夏用於折磨目標的手槍。
貝瑞塔M9
義大利製半自動手槍，美軍的制式手槍，口徑9公厘帕拉貝倫。
IMI沙漠之鷹Mark XIX
美國研發，以色列軍事工業製造的半自動手槍，全長260mm，重2公斤，口徑.50 AE。蔻蔻藏了一把在座車內作為備用武器。
S&W Model 945
美製半自動手槍，225mm，重1.26kg，口徑為.45 ACP，多明尼克所使用的手槍。
ViS wz. 35
波蘭製半自動手槍，為著名M1911手槍的仿製型，205mm，重1.123kg，口徑為9公厘帕拉貝倫。
柯爾特XSE
美國製半自動手槍，為著名M1911手槍的改型，口徑為.45 ACP。
金牛座PT 24/7
巴西製半自動手槍，口徑9公厘帕拉貝倫。海克絲使用的手槍。
CZ 75
捷克製半自動手槍，全長206mm，重1.12 kg，口徑為9公厘帕拉貝倫。
CZ 100
捷克製半自動手槍，口徑為9公厘帕拉貝倫。
SIG-Sauer GSR
瑞士製M1911改型，口徑為.45 ACP，羅可蓮使用的手槍。
瓦爾特PPK
德製緊湊型半自動手槍，全長155mm，重590g，發射.32 ACP彈。
HK USP9
德製半自動手槍，長194mm，重748g，發射9公厘帕拉貝倫彈。
CZ 52
捷克製半自動手槍，長210mm，重0.95 kg，發射7.62×25毫米托卡列夫槍彈。陳國明所用手槍。
SIG P226R
德國製半自動手槍，口徑為9公厘帕拉貝倫。卡斯柏小隊的制式手槍，也由海克絲屬下的CIA準軍事作戰人員所使用。
SIG SP2022
德國製半自動手槍，長187mm，重715 g，發射9公厘帕拉貝倫彈。在第二季成為蔻蔻小隊制式手槍。

#### 突擊步槍
FN FNC
比利時製突擊步槍，全長997mm，重3.80 公斤，口徑5.56×45mm NATOx30發，具全自動與三連射兩種模式，是約拿常用的主武器。
柯特M733
美製突擊步槍，結合XM177與M16步槍所製造出來的改良版槍枝，全長760mm，重2.4公斤，口徑5.56×45mm NATOx30發。
依型號不同有全自動／單發與全自動／三點發兩組模式，雷姆愛用的AR系列槍枝之一。
柯特M16A2
美製突擊步槍，口徑5.56×45mm NATOx30發。
柯特M4A1
美製突擊步槍，口徑5.56×45mm NATOx30發。美國部隊和日本SR班的制式步槍。
HK G36K
德製突擊步槍，全長997mm，重3公斤，口徑5.56×45mm NATOx30發。
依型號不同具全自動／三連發或全自動／單發等模式，毛的主武器。
HK XM8
德、美製轻型突擊步槍，全長845.8mm ，重2.9公斤，5.56×45mm NATOx30發，有效射程400米。
斯泰爾AUG A1
奧地利製的犢牛式突擊步槍，全長790mm，重3.9公斤，口徑5.56×45mm NATOx30發。R使用的主武器。
AK-47
蘇聯製突擊步槍，全長875mm，重4.3公斤，口徑7.62×39mm。約拿使用過的武器之一。
AKS-47
蘇聯製突擊步槍，AK-47的摺疊槍托版本，口徑7.62×39mm。管弦樂團的「師父」使用的武器之一。
AK-74
蘇聯製突擊步槍，口徑5.45×39mm。
AKS-74U
AK-74突擊步槍的衍生型，槍托展開：735mm、槍托摺疊：490mm，重2.71公斤，口徑5.45×39mm。約拿和海克絲使用過的武器之一。
56-1式
中國製突擊步槍，口徑7.62×39mm。英國“王者之劍”承包商人員使用的武器。
Vektor R5
南非製造的突擊步槍，5.56×45mm NATO，載彈量35發。大星海公司承包人員使用的制式武器。
FN SCAR L
比利时埃斯塔勒国营工厂（FN）製造的突擊步槍，全長852mm，重3.12公斤，5.56×45mm NATO，載彈量30發。海克絲和海豹第9分隊使用的武器。
馬格普馬沙達
美製ACR突擊步槍的前身，全長835mm，重3.175公斤，5.56×45mm NATOx30發。在第二季成為蔻蔻·海克梅迪亞部隊的制式武器。

#### 衝鋒槍
FN P90
比利時製的個人防衛武器，長500mm，重2.54公斤，口徑5.7×28mmx50發，具單發與全自動兩種模式。卡斯柏部隊的制式武器。
HK MP5A4
德製衝鋒槍，全長680mm，重2.88公斤，口徑9mm帕拉貝倫。東歐“旭日-6”特種部隊使用的武器。
HK MP5K
德製衝鋒槍，MP5的緊湊型，口徑9mm帕拉貝倫。
HK MP7A1
德製衝鋒槍，口徑4.6×30mm。
MAC M11
美製衝鋒槍，口徑.380 ACP，日本SR班使用的武器。

#### 狙擊步槍
布拉塞爾R93 LRS 2
德製獵用步槍，是狩獵用的單發栓動式步槍，因為高度穩定與可靠性也常成為職業狙擊手的首選。
特點是能使用各種不同口徑的子彈。
重約5公斤，魯茲所使用的狙擊步槍。
雷明登700PSS
美製狙擊步槍，採用單發旋轉後拉式槍機，全長1,055mm，重3.06公斤，口徑7.62×51mm NATO。雷姆和杜拜警察狙擊班使用的狙擊步槍。
M40A5
美製狙擊步槍，採用單發旋轉後拉式槍機，口徑7.62×51mm NATO。美國海軍陸戰隊使用的狙擊步槍。
KAC SR-25
美製狙擊步槍，口徑7.62×51mm NATO。由海克絲屬下的CIA準軍事作戰人員所使用。
HK SL8
德國製半自動步槍，G36的民用版，口徑5.56×45mm NATO。
SVU
俄羅斯製狙擊步槍，SVD狙擊步槍的衍生型，全長870mm，重3.6公斤，口徑7.62×54mmR。原大星海公司的李少尉使用，遭約拿偷襲殺死後被奪走。
巴雷特M82A1
美製狙擊步槍巴雷特M82狙擊步槍的衍生型，全長1409mm，重14.75公斤口徑12.7×99mm NATO（.50 BMG）。由英國“王者之劍”承包商狙擊手所使用。

#### 機槍
FN Minimi
比利時製輕機槍，全長1,038mm，重7.10公斤，口徑5.56×45mm NATOx200發。法爾梅常用的武器。
M249 SAW
美國製輕機槍，FN Minimi的美軍版本，口徑5.56×45mm NATO。
IMI內蓋夫
以色列製輕機槍，口徑5.56×45mm NATO。管弦樂團的「師父」使用的武器。
RPD
蘇聯製輕機槍，口徑7.62×39mm。
DShK
蘇聯製重機槍，口徑12.7×108mm。
白朗寧M2HB
美製重機槍，使用M9彈鏈給彈，採用大口徑12.7×99mm NATO彈藥，全長1650mm，總重58公斤（包括三腳架）。
M134迷你砲
美製六管機砲，使用格林機槍的原理，因為相對M61火神式機砲來說小很多，故稱『迷你』。
以28V直流馬達驅動，使用彈鏈給彈，口徑為7.62×51mm NATO。

#### 散彈槍
雷明登870
美製泵動式散彈槍，口徑12鉛徑。莉莉安娜使用的武器。

### 火砲
D-30 122mm榴彈砲
蘇聯製榴彈砲，由安托諾夫設計局在122毫米榴彈炮M1938 (M-30)基礎上設計，第九兵工廠生產。

#### 砲彈
箭形彈（flechette）
內含六千隻鋼箭的特化防空砲彈，攔截原理類似方陣快砲。蔻蔻部隊遭民兵「巴爾幹之龍」襲擊時，被毛當作人員殺傷彈與改造成地雷使用。
干擾彈
用來誘騙敵方的紅外線導引武器脫離原目標，具有極高溫度的熱輻射彈，廣泛地應用於飛機、艦船的自衛。干擾彈大多數為投擲式燃燒型，內裝的煙火劑多為鎂粉、硝化棉和聚四氟乙稀的混合物。

### 反裝甲武器
RPG-7
蘇聯製肩射式單兵火箭推進榴彈，口徑40mm。

### 導彈
Javelin ATGM
美製肩射式單兵反坦克飛彈，通稱『標槍』，全長1,100mm，重11.8公斤，制導系統為紅外線導引及射後不理。由跟蹤蔻蔻的“旭日-6”特種部隊使用，目的是炸毀蔻蔻乘坐的車。但奇怪地被約拿用手榴彈干擾並被摧毀
FIM-92刺針便攜式防空飛彈
美製攜帶型防空飛彈，全長1,520mm，重15.2公斤，制導系統為紅外線導引。
9K31『箭Strela-1』
蘇聯製地對空導彈武器系統，是一種高機動低空短程紅外線導引的地對空飛彈系統。車載平台為BRDM-2兩棲輪式裝甲車。每輛發射車在炮塔兩側各配有一組雙聯9M31密封包裝飛彈。北約代號是「SA-9 『燈籠褲(Gaskin)』」。T共和國的民兵組織「巴爾幹之龍」用於擊落蔻蔻所乘坐的An-12運輸機。
9K32『箭Strela-2』
蘇聯製攜帶型防空飛彈，同時亦是蘇聯第一代攜帶型肩射低空域地對空飛彈，北約代號是「SA-7 『聖杯Grail』」。9K32配有高爆彈頭與紅外被動尋的制導。T共和國的民兵組織「巴爾幹之龍」用於擊落蔻蔻所乘坐的An-12運輸機。
Terminal High Altitude Area Defense 簡稱薩德反飛彈系統『THAAD』
這是美國陸軍研發的一款採用動能擊殺攔截短程和中程彈道飛彈的末端防禦系統，屬於美國國家飛彈防禦署的一環，旨在攔截飛毛腿飛彈和同類的戰術彈道飛彈。

### 車輛
悍馬
美製軍用多用途車輛，擁有優異的機動性、越野性、可靠性和耐久性與各式武器承載上的安裝適應能力，一共可乘載6人。由跟蹤蔻蔻的特種部隊使用，後射手被約拿射中頭部、Javelin ATGM於車內發生爆炸而被炸毀。
BTR-60
蘇聯製輪式裝甲運兵車，於1959年服役。由蔻蔻·海克梅迪亞及其部隊使用，已拆除砲塔。
Volvo S80
蔻蔻·海克梅迪亞部隊所使用的車輛，由蔻蔻駕駛，烏戈似乎也很喜歡這輛車，具有防彈功能，最後蔻蔻在南非時為了要躲過陳國明部隊的狙擊因而棄車逃逸。
Volkswagen Touareg
蔻蔻·海克梅迪亞部隊所使用的第二輛休旅車，由烏戈駕駛，第一輛休旅車被殺手管弦樂團用M2重機槍破壞。
Honda CR-V
蔻蔻·海克梅迪亞部隊所使用的第一輛休旅車，由烏戈駕駛，最後被殺手管弦樂團用M2重機槍破壞。

### 飛行器
F-22猛禽戰鬥機
F-22「猛禽」（英語：F-22 Raptor）是一種由美國洛克希德·馬丁、波音和通用動力等公司聯合為美國空軍設計的重型匿蹤戰鬥機，主要任務是取得並確保戰區的制空權。
亦是約拿口中炸死父母的『新型戰鬥機』。
MiG-29戰鬥機
蘇聯製、由米高揚飛機設計局設計的雙發高性能制空戰鬥機，北約代號是「支點」（Fulcrum）。
Mi-24雌鹿直升機
蘇聯製重型戰鬥直升機，由米爾莫斯科直升機工廠1972年開始生產，定位為大型直昇機空中砲艇和低運量兵員運輸用途，北約代號是雌鹿（Hind）。本作中登場的是衍生型中的D與E型。
UH-60黑鷹直升機
美國西科斯基飛行器公司生產的一種雙渦輪軸引擎、單旋翼中型通用／攻擊直升機，以可靠與高精準度著名。
用途極廣，包括物資與人員運輸、電子戰和空中救援，最有名的用途就是美國總統的座機海軍陸戰隊一號。
An-12運輸機
蘇聯安托諾夫設計局研製的一種四發渦槳軍用運輸機，北約代號是「幼狐」（CUB）。
TP-1 Oryx
南非阿特拉斯公司仿製SA300H美洲豹直升機製造的戰鬥直升機，代號「羚羊」。
B-52轟炸機
是美國波音飛機公司所研製的八引擎遠程戰略轟炸機，用於替換B-36轟炸機執行戰略轟炸任務，有「同溫層堡壘」的美稱。
蔻蔻用其轟炸藏於伊拉克北部山區的海克斯。
Superhind MkIV 超級雌鹿
南非先進科技工程公司（ATE）運用西方航電技術將Mi-24全面強化升級的版本，最大的改變就是將駕駛艙由並排橫式更換成與AH-1類似的縱向直式駕駛艙，目前已有可用的原型機出廠，但還無法投入量產，也尚未在任何大型航空展展出。
RQ-4全球鷹偵察機
美國諾斯洛普·格魯門公司製的無人偵察機。
學者（Bookman）用其監察梅爾新社第二工廠。
幻象2000C
法國達梭航太（Dassault）公司生產的三角翼式單引擎戰鬥機。最高速度2.2馬赫，實用升限17,060公尺，航程1,550公里。現已停產但仍在服役狀態。
MQ-1掠奪者無人攻擊機
美國通用原子技術公司製的無人偵察機。
在蔻蔻的部隊擄走幸運兔腳的過程中美軍用來支援海豹部隊第九大隊，通稱夜九部隊的作戰資訊中繼站，中途遭蔻蔻派遣的以色列製造的 SAGEM Sperwer發射長釘－LR飛彈擊落。
MQ-9 收割者偵察機
美國通用原子技術公司製的無人偵察機，另稱「死神」。
在支援夜九的掠奪者遭擊落後美軍企圖派遣該機卻因天候過差無法起飛。
AH-64阿帕契
麥克唐納・道格拉斯飛機公司生產的攻擊直升機，為美國陸軍的主力武裝直昇機，是目前世界上攻擊直升機排行榜第一名。
Su-37戰鬥機
俄羅斯蘇霍伊公司所開發生產的單座多用途噴射戰鬥原型機。
現實中該機沒有被俄羅斯軍方採用，本作尾聲出現的新蘇聯將其正式量產。

### 艦艇
惠特尼山號指揮艦
美國第六艦隊旗艦。
美國第七艦隊旗艦。
獨立級濱海戰鬥艦
美國海軍的新式濱海戰鬥艦。
美國海軍的新式第七航母戰鬥艦。

### 其他
夜間偽裝服
用於野外作戰，進行單兵隱蔽的服裝。夜間偽裝服能在可見光為400-650毫微米和紅外線為650-1200毫微米的地區發揮偽裝能力，能有效提供反視覺及反近紅外線傳感器的保護作用，例如夜視鏡和夜間圖像增強器。
化學防護服
外觀與一般野戰用軍服相同，內部多了一層活性炭防護層以過濾毒氣。
戰術數位資訊鏈路
史考兵夜間偽裝服
用於邊境\入侵外作戰，進行單兵隱蔽的服裝。夜間偽裝服能在可見光為400-650毫微米和紅外線為650-1200毫微米的地區發揮偽裝能力，能有效提供反視覺及反近紅外線傳感器的保護作用，例如夜視鏡和夜間圖像增強器。

## 用語
HCLI
全名H&C Logistics Incorporated，國際性的巨型軍火組織，在世界各地都有商人活躍，客戶從低階黑幫到雄據一方的軍閥都有。
對旗下商人提供情報與聯繫交易，除此之外並沒有過多的約束，只要不損害公司利益都可自行定奪。
CCAT
英國軍火公司，規模不小，但是實際上都是靠社長卡利的人脈與能力在支撐。
典型的軍火商人，專營空中運輸，特別是小型火器的運輸。
因為客戶重疊，經常與蔻蔻競爭，雙方部隊也都熟識。
香港大星海公司（ターシンハイコンス）
表面上是國際性軍火商，實際上是中國政府拓展勢力的白手套機關，負責進行天然資源的開採及軍火中介。
公司內人員幾乎都是解放軍軍人（形式上已經退役）。
管弦樂團（オーケストラ）
國際知名的殺手集團，因為在某次行動中與法國警察發生槍戰並一共打了兩萬發子彈而出名。
最初有八名成員，不過除了師父以外都已死亡。其後師父帶走了在暗殺行動中倖存的千夏，組成二人組。
多明尼克三人組（ドミニク3人組）
自行接單的獨立殺手團體。
王者之劍/聖劍（エクスカリバー）
在伊拉克地區提供運輸護衛傭兵服務的英國私人軍事服務公司。
搬運工
```
人頭部隊
```

## 出版書籍
| 冊數 | 小學館         | 小學館                 | 台灣東販       | 台灣東販               | 玉皇朝         | 玉皇朝                 |
| 冊數 | 發售日期       | ISBN                   | 發售日期       | ISBN                   | 發售日期       | ISBN                   |
| ---- | -------------- | ---------------------- | -------------- | ---------------------- | -------------- | ---------------------- |
| 1    | 2006年11月17日 | ISBN 4-09-157069-0     | 2007年5月24日  | ISBN 978-986-176-340-8 | 2007年6月7日   | ISBN 978-962-8950-52-2 |
| 2    | 2007年4月19日  | ISBN 978-4-09-157089-5 | 2007年8月24日  | ISBN 978-986-176-412-2 | 2007年7月12日  | ISBN 978-962-8976-40-9 |
| 3    | 2007年10月19日 | ISBN 978-4-09-157109-0 | 2007年12月24日 | ISBN 978-986-176-506-8 | 2008年1月31日  | ISBN 978-962-8977-11-6 |
| 4    | 2008年4月18日  | ISBN 978-4-09-157128-1 | 2008年10月10日 | ISBN 978-986-176-720-8 | 2008年7月8日   | ISBN 978-988-8002-41-2 |
| 5    | 2008年10月30日 | ISBN 978-4-09-157150-2 | 2009年4月10日  | ISBN 978-986-176-880-9 | 2009年4月14日  | ISBN 978-988-          |
| 6    | 2009年4月17日  | ISBN 978-4-09-157174-8 | 2009年12月10日 | ISBN 978-986-251-052-0 | 2010年10月15日 | ISBN 978-988-          |
| 7    | 2009年10月17日 | ISBN 978-4-09-157190-8 | 2010年1月24日  | ISBN 978-986-251-137-4 | 2012年8月14日  | ISBN 978-988-8128-00-6 |
| 8    | 2010年5月20日  | ISBN 978-4-09-157215-8 | 2010年11月10日 | ISBN 978-986-251-297-5 | 2012年12月18日 | ISBN 978-988-8169-12-2 |
| 9    | 2011年2月28日  | ISBN 978-4-09-157258-5 | 2011年10月15日 | ISBN 978-986-251-580-8 | 2014年11月9日  | ISBN 978-988-8302-70-3 |
| 10   | 2011年12月19日 | ISBN 978-4-09-157297-4 | 2012年8月27日  | ISBN 978-986-251-787-1 | 2015年1月29日  | ISBN 978-988-8302-93-2 |
| 11   | 2012年4月24日  | ISBN 978-4-09-157305-6 | 2013年1月28日  | ISBN 978-986-251-945-5 | 2015年3月28日  | ISBN 978-988-8326-03-7 |

## 電視動畫
改編同名動畫於2012年4月開始播放。第2季《軍火女王 PERFECT ORDER》自2012年10月起播出。

### 製作人員
- 原作 - 高橋慶太郎（小學館「月刊Sunday GX」連載）
- 監督 - 元永慶太郎
- 系列構成、腳本 - 黑田洋介
- 人物設定 - 中村和久
- 美術監督 - 高峯義人
- 色彩設計 - 佐藤美由紀
- 音樂 - 岩崎琢
- 動畫製作 - WHITE FOX

### 主題曲
第1季
片頭曲「Borderland」
作詞、歌：川田真美 / 作曲：中澤伴行 / 編曲：高中崎伴武矢
片尾曲「Ambivalentidea」
作詞、歌：やなぎなぎ / 作曲、編曲：bermei.inazawa
片尾曲「白くやわらかな花」（第3話）
作詞、歌：やなぎなぎ / 作曲、編曲：bermei.inazawa
插入曲「Meu mundo amor」（第12話）
作詞、歌：Silvio Anastacio / 作曲、編曲：岩崎琢
插入曲「time to attack」（第2話）
歌：SANTA
第2季
片頭曲「UNDER/SHAFT」（第7话为片尾曲）
作詞、歌：黑崎真音，作曲、編曲：R、O、N
片尾曲「ラテラリティ」
作詞、歌：やなぎなぎ，作曲、編曲：藤田淳平
片尾曲「真実の羽根」（第3話、第15話）
作詞、歌：やなぎなぎ，作曲、編曲：bermei.inazawa
插入曲「虹航海」（第12話）
作詞、歌：かの香織，作曲、編曲：岩崎琢

### 各話列表
| 話數  | 日文標題                           | 中文標題              | 分鏡              | 演出       | 作畫監督                                           |
| 第1季 | 第1季                              | 第1季                 | 第1季             | 第1季      | 第1季                                              |
| ----- | ---------------------------------- | --------------------- | ----------------- | ---------- | -------------------------------------------------- |
| #01   |                                    | 炎兔                  | 元永慶太郎        | 元永慶太郎 | 中村和久                                           |
| #02   | PULSAR                             | 脉冲星                | 岩畑剛一          | 川越崇弘   | 池上太郎                                           |
| #03   |                                    | 奏出音乐的武器 第一篇 | 若林漢二          | 若林漢二   | 木宮亮介 武藤信宏                                  |
| #04   |                                    | 奏出音乐的武器 第二篇 | 新留俊哉          | 小林公二   | 豬狩崇                                             |
| #05   | Vein                               | 性情                  | 小澤一浩          | 小澤一浩   | 中田正彥                                           |
| #06   | African Golden Butterflies phase.1 | 非洲金蝴蝶 第一篇     | 村川健一郎        | 土屋浩幸   | 松原一之                                           |
| #07   | African Golden Butterflies phase.2 | 非洲金蝴蝶 第二篇     | 岩畑剛一          | 川越崇弘   | 池上太郎                                           |
| #08   |                                    | 蒙德·格罗索           | 笹嶋啟一          | 若林漢二   | 川田剛                                             |
| #09   | Dragon Shooter phase.1             | 猎龙者 第一篇         | 小澤一浩          | 小澤一浩   | 中田正彥                                           |
| #10   | Dragon Shooter phase.2             | 猎龙者 第二篇         | 石山貴明 岩畑剛一 | 土屋浩幸   | 武藤信宏、森賢 豬狩崇、池上太郎 中田正彥、中村和久 |
| #11   |                                    | 毁灭之丘 第一篇       | 岩畑剛一          | 小林公二   | 木宮亮介                                           |
| #12   |                                    | 毁灭之丘 第二篇       | 元永慶太郎        | 元永慶太郎 | 池上太郎、中田正彥 中村和久                        |
| 第2季 |                                    |                       |                   |            |                                                    |
| #13   |                                    | 仰天之蛇              | 岩畑剛一          | 元永慶太郎 | 中田正彦                                           |
| #14   | Dance with Undershaft phase.1      | 与安德谢夫共舞 第一篇 | 岩畑剛一          | 若林漢二   | 川田剛                                             |
| #15   | Dance with Undershaft phase.2      | 与安德谢夫共舞 第二篇 | 元永慶太郎        | 元永慶太郎 | 池上太郎                                           |
| #16   |                                    | 卡仕柏与約拿          | 小澤一浩          | 小澤一浩   | 木宮亮介                                           |
| #17   | phase.1                            | 慌言之城 第一篇       | 笹嶋啟一          | 津田義三   | 金二星                                             |
| #18   | phase.2                            | 谎言之城 第二篇       | 村川健一郎        | 土屋浩幸   | 中田正彥                                           |
| #19   | Pazuzu                             | 帕祖祖                | 小澤一浩          | 小林公二   | 武藤信宏                                           |
| #20   | NEW WORLD phase.1                  | 新世界 第一篇         | 岩畑剛一          | 土屋浩幸   | 中村和久、川田剛                                   |
| #21   | NEW WORLD phase.2                  | 新世界 第二篇         | 村川健一郎        | 小林公二   | 木宮亮介、森賢                                     |
| #22   | NEW WORLD phase.3                  | 新世界 第三篇         | 岩畑剛一          | 土屋浩幸   | 池上太郎                                           |
| #23   |                                    | 战争贩子              | 小澤一浩          | 小澤一浩   | 中田正彥                                           |
| #24   |                                    | 耻的世紀              | 元永慶太郎        | 元永慶太郎 | 中村和久                                           |

### 播放電視台
日本深夜動畫：下文記載的日本国内播放時間使用日本標準時間（UTC+9）表示。因為部分時間标识會採用30小时制，因此請留意这类超过24:00的时间，其實際播放時間為翌日清晨。
| 播放地區    | 播放電視台   | 播放日期                 | 播放時間（UTC+9）                                   | 所屬聯播網 | 備註                 |
| 第1季       | 第1季        | 第1季                    | 第1季                                               | 第1季      | 第1季                |
| ----------- | ------------ | ------------------------ | --------------------------------------------------- | ---------- | -------------------- |
| 東京都      | TOKYO MX     | 2012年4月10日－6月26日   | 星期二 24時30分－25時00分                           | 獨立局     |                      |
| 京都府      | KBS京都      | 2012年4月10日－6月26日   | 星期二 25時00分－25時30分 星期二 25時15分－25時45分 | 獨立局     | 第1－10話 第11－12話 |
| 神奈川縣    | 神奈川電視台 | 2012年4月10日－6月26日   | 星期二 25時30分－26時00分                           | 獨立局     |                      |
| 愛知縣      | 愛知電視台   | 2012年4月10日－6月26日   | 星期二 25時30分－26時00分                           | 東京電視網 |                      |
| 日本全國    | BS11         | 2012年4月11日－6月27日   | 星期三 24時00分－24時30分                           | 衛星電視   | ANIME+節目           |
| 兵庫縣      | SUN電視台    | 2012年4月11日－6月27日   | 星期三 24時35分－25時05分                           | 獨立局     |                      |
| 日本全國    | AT-X         | 2012年4月13日－6月29日   | 星期五 11時00分－11時30分                           | 衛星電視   | 有重播               |
| 第1季總集篇 |              |                          |                                                     |            |                      |
| 東京都      | TOKYO MX     | 2012年10月2日            | 星期二 24時30分－25時00分                           | 獨立局     |                      |
| 兵庫縣      | SUN電視台    | 2012年10月2日            | 星期二 24時35分－25時05分                           | 獨立局     |                      |
| 神奈川縣    | 神奈川電視台 | 2012年10月2日            | 星期二 25時30分－26時00分                           | 獨立局     |                      |
| 京都府      | KBS京都      | 2012年10月2日            | 星期二 25時35分－26時05分                           | 獨立局     |                      |
| 愛知縣      | 愛知電視台   | 2012年10月2日            | 星期二 25時35分－26時05分                           | 東京電視網 |                      |
| 日本全國    | BS11         | 2012年10月3日            | 星期三 24時00分－24時30分                           | 衛星電視   | ANIME+節目           |
| 日本全國    | AT-X         | 2012年10月5日            | 星期五 23時30分－24時00分                           | 衛星電視   | 有重播               |
| 第2季       |              |                          |                                                     |            |                      |
| 東京都      | TOKYO MX     | 2012年10月9日－12月25日  | 星期二 24時30分－25時00分                           | 獨立局     |                      |
| 兵庫縣      | SUN電視台    | 2012年10月9日－12月25日  | 星期二 24時35分－25時05分                           | 獨立局     |                      |
| 京都府      | KBS京都      | 2012年10月9日－12月25日  | 星期二 25時00分－25時30分                           | 獨立局     |                      |
| 神奈川縣    | 神奈川電視台 | 2012年10月9日－12月25日  | 星期二 25時30分－26時00分                           | 獨立局     |                      |
| 愛知縣      | 愛知電視台   | 2012年10月9日－12月25日  | 星期二 25時35分－26時05分                           | 東京電視網 |                      |
| 日本全國    | BS11         | 2012年10月10日－12月26日 | 星期三 24時00分－24時30分                           | 衛星電視   | ANIME+節目           |
| 日本全國    | AT-X         | 2012年10月12日－12月28日 | 星期五 23時30分－24時00分                           | 衛星電視   | 有重播               |